# Saison 2014-2015 de l'Élan sportif chalonnais
La saison 2014-2015 de l'Élan sportif chalonnais est la dix-neuvième de l'Élan chalon en Pro A, avec une huitième place.

## Transfert
| Arrivées - Anthony Ireland : Loyola Marimount (NCAA 1) - Marcus Dove : SCE Ashdod (1er Division) - William Gradit : Roanne (Pro A) - Scott Suggs : BayHawks d'Érié (NBDL) - Eric Dawson : Toros d'Austin (NBDL) - Elston Turner Junior : Pesaro (LegA) En cours de saison - Jason Rich : Crémone (LegA) - Charles Judson Wallace : Milan (LegA) - Brandon Davies : Brooklyn Nets (NBA) | Départs - Jon Brockman : Ludwigsburg (Basketball-Bundesliga) - A. J. Slaughter : Panathinaïkos (ESAKE) - Kris Joseph : Dijon (Pro A) - Erving Walker : Dijon (Pro A) - Billy Yakuba Ouattara : Denain (Pro B) - Michel Jean-Baptiste Adolphe : Paris Levallois (Pro A) - Clint Capela : Rockets de Houston (NBA) En cours de saison - Elston Turner Junior : Brindisi (LegA) - Steed Tchicamboud : Limoges (Pro A) - Charles Judson Wallace : Le Mans (Pro A) - Brandon Davies : Varese (LegA) |

## Effectifs
- Elston Turner Junior , 1,94 m, part en accord avec le club.
- Steed Tchicamboud, 1,93 m, contrat rompu avec séparation du club.
- Charles Judson Wallace, 2,06 m, pigiste médical.

## Matchs

### Matchs amicaux
Avant saison
- Liaoning / Chalon-sur-Saône : 75-74 (Tournée en Chine : à Shenyang)[1]
- Liaoning / Chalon-sur-Saône : 50-74 (Tournée en Chine : à Wafangdian)[2]
- Liaoning / Chalon-sur-Saône : 62-84 (Tournée en Chine : à Benxi)[3]
- Dijon / Chalon-sur-Saône : 62-78[4]
- Lyon-Villeurbanne / Chalon-sur-Saône : 82-83 (Ain Star Game à Bourg-en-Bresse)[5]
- Strasbourg / Chalon-sur-Saône : 59-65 (Ain Star Game à Bourg-en-Bresse)[5]
- Chalon-sur-Saône / Strasbourg : 82-86 (à Besançon)[6]
- Chalon-sur-Saône / Dijon : 71-83[7]
- Chalon-sur-Saône / Bourg-en-Bresse : 86-77 (à Mâcon)[8]
- Boulogne-sur-Mer / Chalon-sur-Saône : 97-99 (Tournoi d'Alfortville)[9]
- Liège / Chalon-sur-Saône : 77-92 (Tournoi d'Alfortville)[10]
- Dijon / Chalon-sur-Saône : 70-80 (Tournoi d'Alfortville)[11]

### Championnat

#### Matchs aller
- Nanterre / Chalon-sur-Saône : 89-66[12]
- Chalon-sur-Saône / Châlons-Reims : 89-84[13]
- Bourg-en-Bresse / Chalon-sur-Saône : 99-88 (Après Prolongation)[14]
- Lyon-Villeurbanne / Chalon-sur-Saône : 56-64[15]
- Chalon-sur-Saône / Nancy : 81-64[16]
- Boulogne-sur-Mer / Chalon-sur-Saône : 66-61[17]
- Paris Levallois / Chalon-sur-Saône : 84-94[18]
- Chalon-sur-Saône / Gravelines : 52-57[19]
- Cholet / Chalon-sur-Saône : 79-81[20]
- Chalon-sur-Saône / Pau-Lacq-Orthez : 84-72[21]
- Limoges / Chalon-sur-Saône : 78-63[22]
- Chalon-sur-Saône / Strasbourg : 52-56[23]
- Rouen / Chalon-sur-Saône : 70-77[24]
- Chalon-sur-Saône / Dijon : 66-76[25]
- Le Havre / Chalon-sur-Saône : 79-70[26]
- Chalon-sur-Saône / Le Mans : 73-88[27]
- Chalon-sur-Saône / Orléans : 85-69[28]

#### Matchs retour
- Gravelines / Chalon-sur-Saône : 65-74[29]
- Chalon-sur-Saône / Bourg-en-Bresse : 73-80[30]
- Chalon-sur-Saône / Limoges : 81-72[31]
- Dijon / Chalon-sur-Saône : 68-71[32]
- Chalon-sur-Saône / Lyon-Villeurbanne : 79-80[33]
- Orléans / Chalon-sur-Saône : 98-80[34]
- Strasbourg / Chalon-sur-Saône : 85-84[35]
- Chalon-sur-Saône / Boulogne-sur-Mer : 100-78[36]
- Nancy / Chalon-sur-Saône : 74-59[37]
- Chalon-sur-Saône / Le Havre : 80-78[38]
- Châlons-Reims / Chalon-sur-Saône : 84-80[39]
- Chalon-sur-Saône / Nanterre : 96-72[40]
- Le Mans / Chalon-sur-Saône : 68-66[41]
- Chalon-sur-Saône / Rouen : 94-82[42]
- Chalon-sur-Saône / Paris Levallois : 70-64[43]
- Pau-Lacq-Orthez / Chalon-sur-Saône : 73-90[44]
- Chalon-sur-Saône / Cholet : 95-88[45]

Extrait du classement de Pro A 2014-2015
| Rang | Équipe               | Pts | J  | G  | P  | Pp   | Pc   | Diff |
| ---- | -------------------- | --- | -- | -- | -- | ---- | ---- | ---- |
| 4    | Le Mans              | 56  | 34 | 19 | 15 | 2553 | 2537 | 16   |
| 5    | Lyon-Villeurbanne    | 56  | 34 | 19 | 15 | 2536 | 2465 | 71   |
| 6    | Le Havre             | 56  | 34 | 19 | 15 | 2585 | 2568 | 17   |
| 7    | Nancy                | 53  | 34 | 18 | 16 | 2608 | 2565 | 43   |
| 8    | Chalon-sur-Saône     | 53  | 34 | 18 | 16 | 2618 | 2575 | 43   |
| 9    | Gravelines Dunkerque | 53  | 34 | 18 | 16 | 2533 | 2441 | 92   |
| 10   | Dijon                | 50  | 34 | 17 | 17 | 2584 | 2595 | -11  |
| 11   | Paris Levallois      | 50  | 34 | 17 | 17 | 2611 | 2551 | 60   |
| 12   | Châlons-Reims        | 50  | 34 | 17 | 17 | 2712 | 2702 | 10   |

#### Play-off

##### Quart de finale
- Strasbourg / Chalon-sur-Saône : 65-62[46]
- Chalon-sur-Saône / Strasbourg : 79-71[47]
- Strasbourg / Chalon-sur-Saône : 78-65

### Coupe de France
- Chalon-sur-Saône / Bourg-en-Bresse : 80-56[48]
- Chalon-sur-Saône / Lyon-Villeurbanne : 68-72[49]

## Bilan

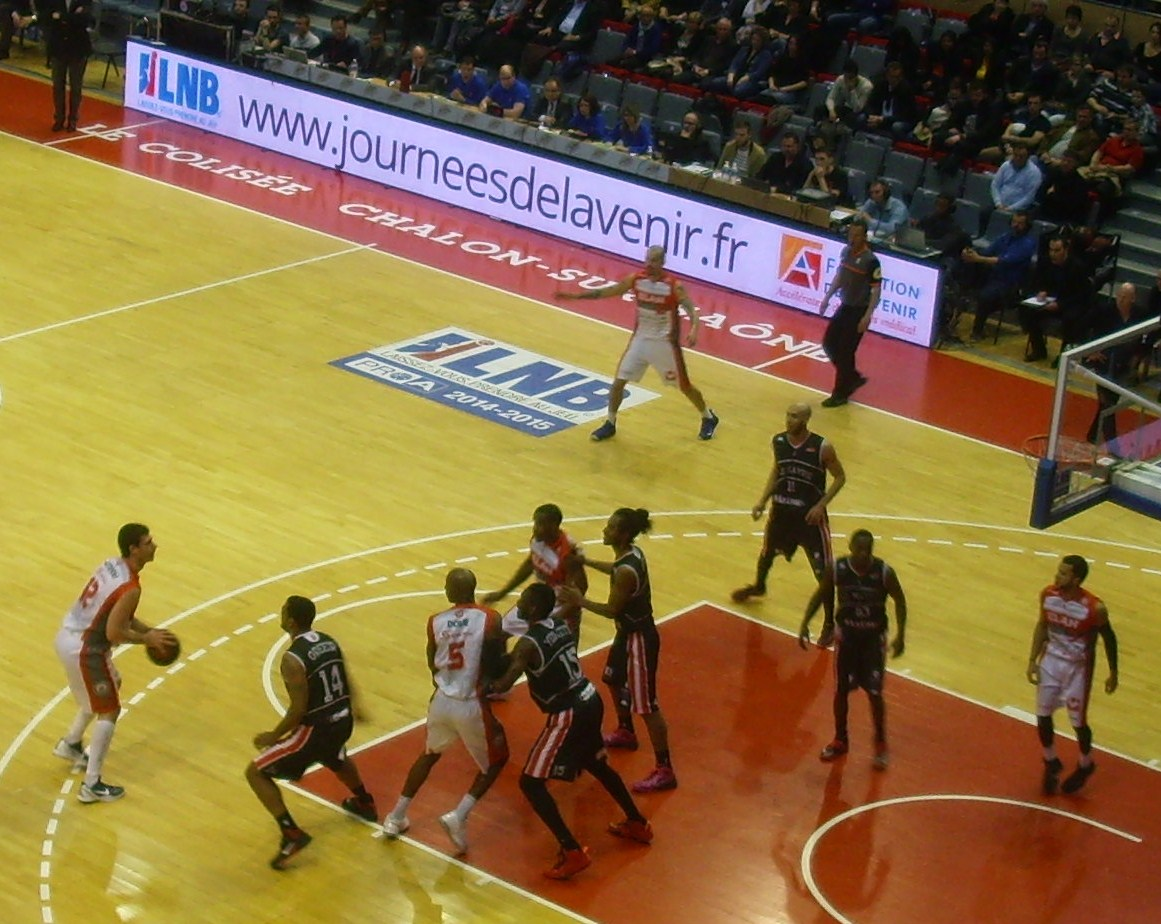
Match de Pro A en 2015 entre l'Elan Chalon et Le Havre

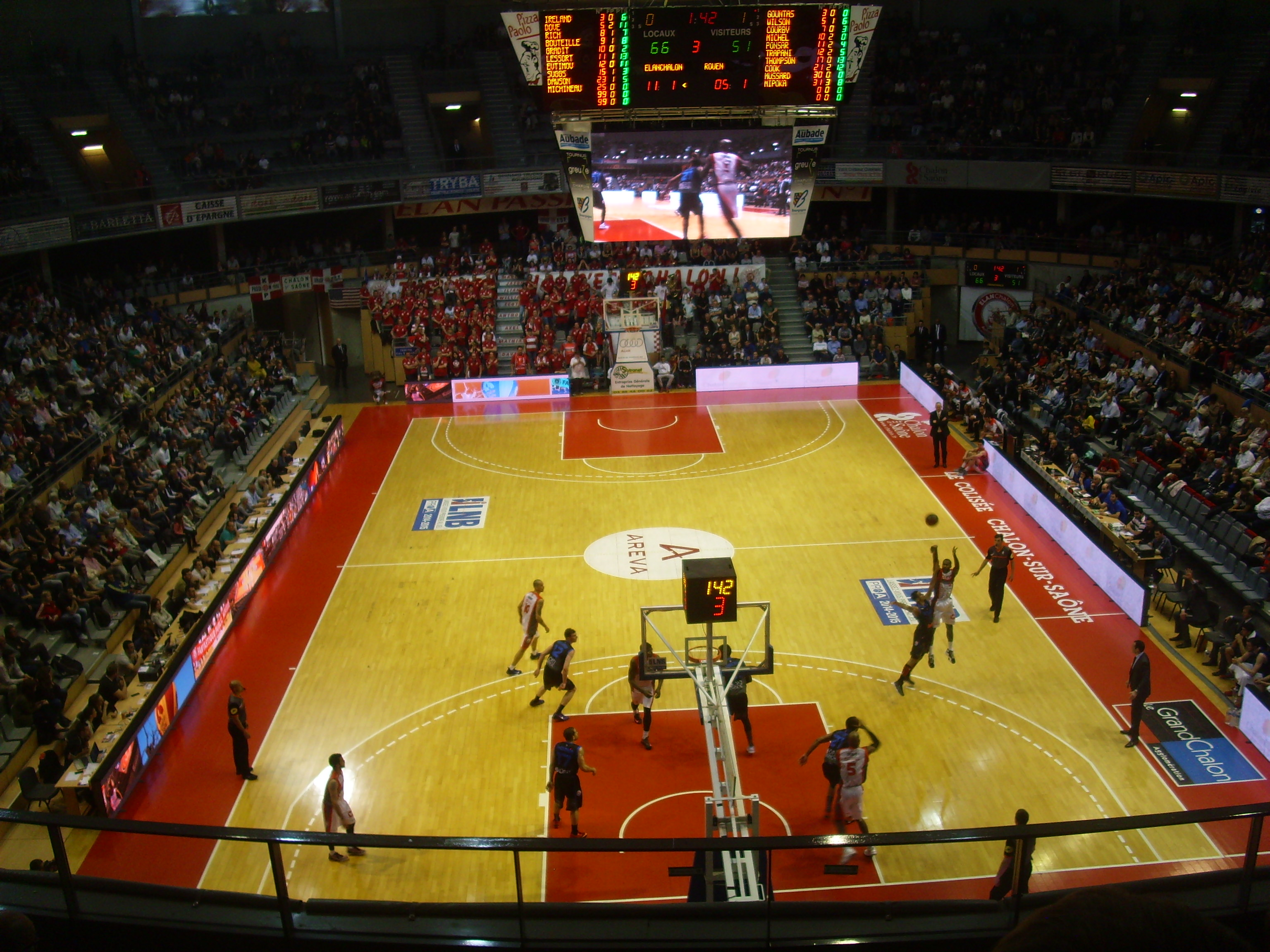
Match de Pro A en 2015 entre l'Elan Chalon et Rouen

Pour cette saison l'Elan Chalon enregistre six arrivées (Anthony Ireland, Marcus Dove, William Gradit, Scott Suggs, Eric Dawson et Elston Turner Junior) et huit départs (Jon Brockman, Jordan Aboudou, A. J. Slaughter, Kris Joseph, Erving Walker, Billy Yakuba Ouattara, Michel Jean-Baptiste Adolphe et Clint Capela). Elston Turner Junior quitte le club au bout de deux matchs et mi-octobre 2014, Jason Rich le remplace. Le 26 novembre 2014, Steed Tchicamboud se sépare du club chalonnais avec une rupture de contrat, ceci faisant suite depuis mi-octobre 2014 à des tensions avec le club,,,. CJ Wallace signe pour un mois (décembre) en tant que pigiste médical. Brandon Davies signe début janvier en tant que pigiste médical. Le bilan à la mi-saison est de huit victoires pour neuf défaites avec une dixième place et beaucoup de blessure lors de cette phase. Lors des matchs retour, l'Elan Chalon alterne le bon (pour citer les victoires contre Limoges 81 à 72 et contre Nanterre 96 à 72 au Colisée) et le moins bon (par exemple la défaite contre Bourg-en-Bresse 73 à 80 à domicile) mais le club finit fort la saison avec quatre victoires pour finir et se qualifie pour les play-offs avec une huitième place, pour un bilan de dix-huit victoires pour seize défaites. Le club chalonnais est éliminé en quart de finale des Play-Off par Strasbourg deux victoires à un (victoire strasbourgeoise au match aller 65 à 62, victoire chalonnaise 79 à 71 au match retour et Strasbourg gagne la belle 78 à 65).

## Statistiques

### Pro A

#### Saison régulière[58]
| Joueur             | MJ | Min | % Tirs | 3-pts   | LF    | Rb   | Pd   | In  | Ct  | Bp   | Pts  | Eval |
| Marcus Dove        | 34 | 29  | 54,8   | 1-2     | 71,5  | 7,8  | 1,0  | 1,6 | 1,0 | 1,6  | 12,6 | 17,3 |
| Eric Dawson        | 10 | 26  | 45,2   | 3-5     | 62,1  | 10,3 | 2,4  | 1,6 | 0,4 | 2,2  | 11,5 | 17,2 |
| Jason Rich         | 29 | 32  | 52,1   | 45-94   | 72,4  | 3,6  | 4,8  | 0,9 | 0,2 | 2,4  | 15,2 | 16,0 |
| Ilian Evtimov      | 33 | 25  | 44,4   | 73-166  | 72,7  | 4,0  | 1,9  | 0,7 | -   | 1,2  | 10,0 | 10,9 |
| Anthony Ireland    | 30 | 25  | 43,8   | 20-62   | 84,1  | 2,6  | 3,4  | 0,9 | -   | 1,7  | 9,3  | 9,8  |
| Brandon Davies     | 14 | 23  | 42,1   | 6-25    | 69,0  | 4,5  | 1,4  | 1,0 | 0,5 | 1,7  | 9,1  | 9,1  |
| Scott Suggs        | 32 | 27  | 42,8   | 50-141  | 86,3  | 2,7  | 1,4  | 0,7 | 0,2 | 1,3  | 10,4 | 8,8  |
| William Gradit     | 34 | 24  | 39,6   | 39-103  | 62,1  | 2,8  | 1,2  | 0,7 | 0,1 | 1,2  | 7,0  | 6,2  |
| Axel Bouteille     | 32 | 9   | 54,5   | 4-9     | 78,9  | 1,7  | 0,5  | 0,3 | 0,2 | 0,3  | 2,8  | 4,0  |
| Mathias Lessort    | 20 | 6   | 60,0   | 0-1     | 68,2  | 2,4  | 0,2  | 0,2 | 0,2 | 0,5  | 2,3  | 3,9  |
| David Michineau    | 26 | 14  | 35,6   | 3-17    | 51,9  | 1,0  | 1,3  | 0,7 | 0,1 | 1,3  | 3,4  | 2,2  |
| Florian Ouedraogo  | 1  | 1   | -      | 0-1     | -     | -    | -    | -   | -   | -    | -    | -1,0 |
| Victor Mopsus      | 3  | 4   | -      | -       | -     | -    | -    | -   | -   | 1,0  | -    | -1,3 |
| CJ Wallace*        | 8  | 28  | 43,6   | 6-19    | 100,0 | 7,1  | 2,3  | 0,8 | -   | 1,6  | 7,8  | 12,4 |
| Steed Tchicamboud* | 5  | 17  | 33,3   | 5-15    | 78,6  | 1,2  | 2,4  | 0,2 | -   | 0,8  | 6,8  | 5,6  |
| Elston Turner Jr*  | 2  | 16  | 22,2   | 1-6     | 50,0  | 0,5  | 1,5  | 1,0 | -   | 0,5  | 3,0  | 1,5  |
| Total              | 34 | 201 | 46,0   | 256-666 | 73,1  | 35,0 | 16,3 | 7,2 | 2,1 | 13,0 | 77,0 | 86,4 |

MJ : Match Joué, Min : Minutes, % Tirs : % aux Tirs, 3-pts : 3 Points, LF : Lancer-Franc, Rb : Rebond, Pd : Passe Décisive, In : Interception, Ct : Contre, Bp : Balle Perdue, Pts : Points, Eval : Evaluation, Joueur Coupé : *.

## Sources
- Le Journal de Saône-et-Loire
- Basket Hebdo
- L'Équipe